# Enrico VII di Carinzia
Enrico VII di Carinzia (... – Tagliamento, 12 ottobre 1161) fu margravio di Verona dal 1144 al 1151 e duca di Carinzia dal 1144 alla morte.

## Biografia
Enrico era il figlio maggiore del duca Ulrico I e Giuditta, figlia del margravio Ermanno II di Baden, dunque apparteneva della casa di Sponheim. Succedette a suo padre quando era ancora giovane. Nel 1147 il ricco zio e conte Bernardo di Trixen lasciò in eredità i suoi allodi e i suoi ministeriali (servi di alto livello) in Carinzia e nella marca stiriana (Mark an der Drau) al margravio Ottocaro III di Stiria.
Nel 1151 un altro zio, Ermanno III di Baden, fu investito della marca di Verona, che era stata detenuta dai duchi di Carinzia dal 976. Enrico non sembra abbia obiettato alla perdita di questo vasto territorio nel nord Italia. Nel 1158 il vescovo Romano I di Gurk concesse il baliato (protezione secolare) della sua diocesi a Enrico, ma questo costituiva un piccolo guadagno per un principe il cui territorio era dominato da proprietà con signori non residenti sia ecclesiastici che secolari. Enrico prese parte alle guerre dell'imperatore Federico I nel nord Italia nel 1154–55 e nel 1158–60. Ottone di Frisinga lo elenca tra i più illustri che tornarono a casa con il permesso dell'imperatore a metà del 1155. Secondo questo, Enrico era "un uomo valoroso, esperto nei consigli di guerra" (fortem et Exercitatum in Bellicis consiliis virum). Il successore di Ottone, Rahewin, riferisce che durante la campagna del 1158, Enrico e il duca Enrico II d'Austria ricevettero il comando del contingente ungherese di 600 arcieri, con i loro "conti e baroni", che marciarono attraverso la Val Canale fino alla marcaa di Verona, lungo il percorso noto come via Canalis .
Enrico era un membro dell'ambasciata che Federico inviò all'imperatore bizantino Manuele I nel 1160-1161. Probabilmente fu inviato Enrico perché suo fratello, il margravio Engelberto III d'Istria, era sposato con Matilde di Sulzbach, una sorella della moglie di Manuele, l'imperatrice Irene. Al ritorno, Enrico affogò nella foce del fiume Tagliamento. Il suo corpo fu sepolto nell'abbazia di Rosazzo. Gli successe nel ducato di Carinzia suo fratello Ermanno II.

## Famiglia e figli
Sposò Elisabetta, vedova di Rodolfo II della marca del Nord e figlia del margravio Leopoldo di Stiria, ma il loro matrimonio fu senza figli.